# Красна Річка (Новотор'яльський район)
Кра́сна Рі́чка (рос. Красная Речка, марій. Йошкарэҥер) — присілок у складі Новотор'яльського району Марій Ел, Росія. Входить до складу Чуксолинського сільського поселення.

## Населення
Населення — 31 особа (2010; 27 у 2002).
Національний склад (станом на 2002 рік):
- марійці — 100 %